# Kostel Nejsvětější Trojice (Polevsko)
Kostel Všech svatých je kostel náležející pod Římskokatolickou farnost v Polevsku. V obci Polevsko nedaleko Nového Boru na návrší byl postaven v letech 1716–1718 a slouží stále svému účelu. Kostel je chráněn jako kulturní památka České republiky.

## Historie
Kostel byl v Polevsku postaven v letech 1716–1718 stavitelem italského původu Petrem Pavlem (Paulem) Columbanim z Litoměřic. Byl barokního slohu a zasvěcen Nejsvětější Trojici. Peníze na stavbu poskytla sklářská rodina Kittelových. U kostela vznikl v 18. století i hřbitov. V roce 1735 byl ustanoven farním kostelem. Zachovaly se zde cenné staré náhrobky i neogotická hrobka postavená roku 1898 sklářským podnikatelem z Polevska Rudolfem Handschkem. Kostel s výraznou věžní bání byl několikrát opravován, barokní formu si ponechal. V roce 1939 vyhořel, byl však rychle opraven, takže zde byly téhož roku bohoslužby obnoveny.
Další rekonstrukce areálu kostela opravy včetně hrobky rodiny Handschke a ohradní zdi se uskutečnila na počátku druhé dekády 21. století. Obec Polevsko za tuto rekonstrukci obdržela tzv. „Zlatou cihlu“, ocenění udělované v rámci Programu obnovy venkova.

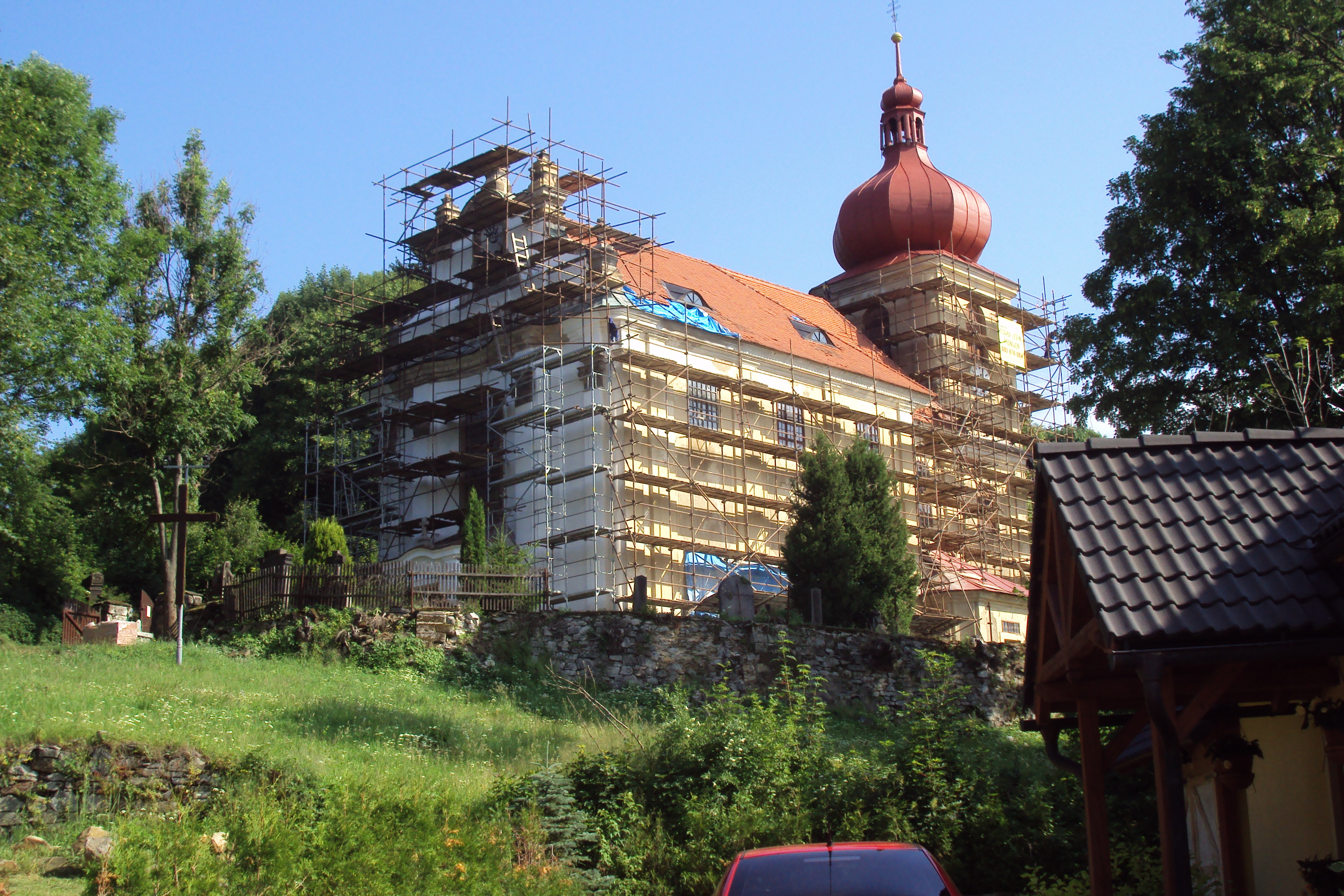
Oprava kostela v roce 2011